# Santa Maria Madalena (Josefa de Óbidos)
Santa Maria Madalena é um óleo sobre cobre, da autoria de pintora Josefa de Óbidos cujo estilo impulsionou o movimento Barroco português. Pintado em 1650 e mede 22,8 cm de altura e 18,4 cm de largura.
A pintura pertence ao Museu Nacional de Machado de Castro, em Coimbra.